# Liste des bourgmestres wallons entre 2019 et 2024
Ceci est une liste des bourgmestres en Région wallonne, selon le résultat des élections communales du 14 octobre 2018,.

## Région wallonne

### Province du Brabant wallon
| Commune                    | Population | Bourgmestre actuel | Voix de préférence | Parti ou Liste                               | Nouveau Bourgmestre | Genre | Bourgmestre précédent     | Parti ou Liste Bourgmestre précédent                 |
| Beauvechain                | 7 205      | Carole Ghiot       | 1 396              | Beauvechain Ensemble                         | Oui                 | Femme | Marc Deconinck            | Entente Communale (EC)                               |
| Braine-l'Alleud            | 40 168     | Vincent Scourneau  | 4 590              | LB                                           | Non                 | Homme | Vincent Scourneau         | LB (MR)                                              |
| Braine-le-Château          | 10 538     | Alain Fauconnier   | 993                | Rassemblement Brainois (RB)                  | Non                 | Homme | Alain Fauconnier          | Renouveau Brainois (RB)                              |
| Chastre                    | 7 688      | Thierry Champagne  | 724                | Chastre 20+                                  | Oui                 | Homme | Claude Jossart            | Intérêts Citoyens Réunis (ICR) (MR)                  |
| Chaumont-Gistoux           | 11 626     | Luc Decorte        | 1 355              | Avenir et Renouveau Communal 2012 (ARC 2012) | Non                 | Homme | Luc Decorte               | Avenir et Renouveau Communal 2012 (ARC 2012) (MR)    |
| Court-Saint-Étienne        | 10 581     | Michael Goblet     | 1 068              | Liste Maïeur                                 | Oui                 | Homme | Michaël Goblet d'Alviella | Liste Maïeur (MR)                                    |
| Genappe                    | 15 536     | Gérard Couronné    | 2 315              | MR-Intérêts communaux                        | Oui                 | Homme | Gerard Couronné           | MR-Intérêts communaux                                |
| Grez-Doiceau               | 13 871     | Alain Clabots      | 1 219              | Avec Vous                                    | Oui                 | Homme | Sybille de Coster-Bauchau | Alliance Communale (AC) (MR)                         |
| Hélécine                   | 3 643      | Pascal Collin      | 742                | UC                                           | Oui                 | Homme | Rudi Cloots               | Union Communale (UC) (cdH)                           |
| Incourt                    | 5 511      | Léon Walry         | 1 307              | Ensemble Pour Incourt (EPI)                  | Non                 | Homme | Léon Walry                | Ensemble Pour Incourt (EPI) (PS )                    |
| Ittre                      | 6 957      | Christian Fayt     | 1 014              | E.P.I.                                       | Oui                 | Homme | Ferdinand Jolly           | IC (cdH)                                             |
| Jodoigne                   | 14 354     | Jean-Luc Meurice   | 2 487              | UC                                           | Oui                 | Homme | Jean-Paul Wahl            | Union Communale (UC) (MR)                            |
| La Hulpe                   | 7 443      | Christophe Dister  | 1 747              | LB                                           | Non                 | Homme | Christophe Dister         | LB (MR)                                              |
| Lasne                      | 14 248     | Laurence Rotthier  | 2 261              | MR-IC                                        | Non                 | Femme | Laurence Rotthier         | MR-IC                                                |
| Mont-Saint-Guibert         | 7 887      | Julien Breuer      | 970                | MSG Cohésion                                 | Oui                 | Homme | Philippe Evrard           | Ecolo                                                |
| Nivelles                   | 28 734     | Pierre Huart       | 3 952              | LB                                           | Non                 | Homme | Pierre Huart              | LB (MR)                                              |
| Orp-Jauche                 | 8 981      | Hugues Ghenne      | 1 856              | Union Politique (UP)                         | Non                 | Homme | Hugues Ghenne             | Union Politique (UP)                                 |
| Ottignies-Louvain-la-Neuve | 31 443     | Julie Chantry      | 1 752              | Ecolo                                        | Oui                 | Femme | Jean-Luc Roland           | Ecolo                                                |
| Perwez                     | 9 463      | Jordan Godfriaux   | 1 696              | Ensemble !                                   | Oui                 | Homme | André Antoine             | Dialogue et Renouveau Communal PluS (DRC PluS) (cdH) |
| Ramillies                  | 6 553      | Jean-Jacques Mathy | 733                | REM                                          | Oui                 | Homme | Danny Degrauwe            | IC (PS)                                              |
| Rebecq                     | 10 928     | Dimitri Legasse    | 1 552              | ac                                           | Non                 | Homme | Dimitri Legasse           | ac (PS)                                              |
| Rixensart                  | 22 651     | Patricia Lebon     | 2 228              | Nouvelle Alliance Pluraliste (NAP)-MR        | Oui                 | Femme | Jean Vanderbecken         | Nouvelle Alliance Pluraliste (NAP)-MR                |
| Tubize                     | 26 233     | Michel Januth      | 1 212              | PS                                           | Non                 | Homme | Michel Januth             | PS                                                   |
| Villers-la-Ville           | 10 795     | Emmanuel Burton    | 1 912              | MR                                           | Non                 | Homme | Emmanuel Burton           | MR                                                   |
| Walhain                    | 7 364      | Xavier Dubois      | 743                | Avenir communal                              | Oui                 | Homme | Laurence Smets            | WAL1 (PS)                                            |
| Waterloo                   | 30 328     | Florence Reuter    | 1 889              | MR                                           | Non                 | Femme | Florence Reuter           | MR                                                   |
| Wavre                      | 34 396     | Françoise Pigeolet | 3 185              | LB                                           | Oui                 | Femme | Charles Michel            | LB (MR)                                              |

### Province de Hainaut
| Commune                 | Population | Bourgmestre actuel        | Voix de préférence | Parti ou Liste                          | Nouveau Bourgmestre | Genre | Bourgmestre précédent     | Parti ou Liste Bourgmestre précédent        |
| Aiseau-Presles          | 10 736     | Jean Fersini              | 1 717              | PS                                      | Non                 | Homme | Jean Fersini              | PS                                          |
| Anderlues               | 12 370     | Philippe Tison            | 1 624              | PS                                      | Non                 | Homme | Philippe Tison            | PS                                          |
| Antoing                 | 7 720      | Bernard Bauwens           | 1 694              | PS                                      | Non                 | Homme | Bernard Bauwens           | PS                                          |
| Ath                     | 29 311     | Bruno Lefebvre            | 984                | PS                                      | Oui                 | Homme | Marc Duvivier             | PS                                          |
| Beaumont                | 7 158      | Bruno Lambert             | 2 600              | ICI                                     | Oui                 | Homme | Charles Dupuis            | Intérêts Communaux Indépendants (ICI) cdH   |
| Belœil                  | 14 036     | Luc Vansaingèle           | 1 339              | PS                                      | Oui                 | Homme | Luc Vansaingele           | PS                                          |
| Bernissart              | 11 855     | Roger Vanderstraeten      | 2 290              | PS                                      | Non                 | Homme | Roger Vanderstraeten      | PS                                          |
| Binche                  | 33 473     | Laurent Devin             | 6 371              | PS                                      | Non                 | Homme | Laurent Devin             | PS                                          |
| Boussu                  | 19 850     | Jean-Claude Debiève       | 2 151              | PS                                      | Non                 | Homme | Jean-Claude Debiève       | PS                                          |
| Braine-le-Comte         | 22 045     | Maxime Daye               | 1 616              | Braine                                  | Non                 | Homme | Maxime Daye               | Braine MR                                   |
| Brugelette              | 3 712      | André Desmarlières        | 616                | PS                                      | Non                 | Homme | André Desmarlières        | PS                                          |
| Brunehaut               | 8 093      | Pierre Wacquier           | 1 618              | PS                                      | Non                 | Homme | Pierre Wacquier           | PS                                          |
| Celles                  | 5 695      | Yves Willaert             | 652                | Cel'Avenir                              | Oui                 | Homme | Véronique Durenne         | MR                                          |
| Chapelle-lez-Herlaimont | 14 790     | Karl De Vos               | 1 806              | PS                                      | Non                 | Homme | Karl De Vos               | PS                                          |
| Charleroi               | 203 376    | Paul Magnette             | 24 220             | PS                                      | Non                 | Homme | Paul Magnette             | PS                                          |
| Châtelet                | 35 903     | Daniel Vanderlick         | 3 466              | PS                                      | Non                 | Homme | Daniel Vanderlick         | PS                                          |
| Chièvres                | 6 916      | Claude Demarez            | 855                | MR                                      | Oui                 | Homme | Bruno Lefebvre            | PS                                          |
| Chimay                  | 9 728      | Denis Danvoye             | 2 196              | CLE                                     | Oui                 | Homme | Françoise Fassiaux-Looten | Bouge + PS                                  |
| Colfontaine             | 20 736     | Luciano D’Antonio         | 2 054              | PS                                      | Oui                 | Homme | Luciano d'Antonio         | PS                                          |
| Comines-Warneton        | 18 003     | Alice Leeuwerck           | 1 150              | Ensemble                                | Oui                 | Femme | Gilbert Deleu             | Action cdH                                  |
| Courcelles              | 31 299     | Caroline Taquin           | 2 747              | MR                                      | Non                 | Femme | Caroline Taquin           | MR                                          |
| Dour                    | 16 515     | Carlo Di Antonio          | 2 963              | Dour Renouveau Plus (DR Plus)           | Non                 | Homme | Carlo Di Antonio          | Dour Renouveau Plus (DR Plus) cdH           |
| Écaussinnes             | 11 189     | Xavier Dupont             | 862                | Vivre Écaussinnes                       | Non                 | Homme | Xavier Dupont             | PS                                          |
| Ellezelles              | 5 995      | Ides Cauchie              | 1 210              | cdH                                     | Non                 | Homme | Ides Cauchie              | cdH                                         |
| Enghien                 | 14 042     | Olivier Saint-Amand       | 1 052              | Ecolo                                   | Non                 | Homme | Olivier Saint-Amand       | Ecolo                                       |
| Erquelinnes             | 9 972      | David Lavaux              | 2 026              | IC                                      | Non                 | Homme | David Lavaux              | IC cdH                                      |
| Estaimpuis              | 10 557     | Daniel Senesael           | 2 718              | PS                                      | Non                 | Homme | Daniel Senesael           | PS                                          |
| Estinnes                | 7 759      | Aurore Tourneur           | 1 531              | Entente pour un Mouvement Citoyen (EMC) | Non                 | Femme | Aurore Tourneur           | Entente pour un Mouvement Citoyen (EMC) cdH |
| Farciennes              | 11 249     | Hugues Bayet              | 2 203              | PS                                      | Non                 | Homme | Hugues Bayet              | PS                                          |
| Fleurus                 | 23 022     | François Fiévet           | 1 166              | MR                                      | Oui                 | Homme | Jean-Luc Borremans        | PS                                          |
| Flobecq                 | 3 429      | Philippe Mettens          | 785                | PS                                      | Non                 | Homme | Philippe Mettens          | PS                                          |
| Fontaine-l'Évêque       | 17 800     | Gianni Galluzo            | 1 164              | PS                                      | Oui                 | Homme | Noël Van Kerckhoven       | PS                                          |
| Frameries               | 21 966     | Jean-Marc Dupont          | 2 433              | PS                                      | Non                 | Homme | Jean-Marc Dupont          | PS                                          |
| Frasnes-lez-Anvaing     | 11 814     | Carine de Saint-Martin    | 1 111              | MR                                      | Oui                 | Femme | Jean-Luc Crucke           | MR                                          |
| Froidchapelle           | 3 992      | Alain Vandromme           | 668                | Ecolo                                   | Oui                 | Homme | Willy Decuir              | Entente Communale (EC) MR                   |
| Gerpinnes               | 12 795     | Philippe Busine           | 1 841              | cdH                                     | Non                 | Homme | Philippe Busine           | cdH                                         |
| Ham-sur-Heure-Nalinnes  | 13 628     | Yves Binon                | 2 983              | MR                                      | Non                 | Homme | Yves Binon                | MR                                          |
| Hensies                 | 6 859      | Éric Thiébaut             | 1 987              | PS                                      | Non                 | Homme | Éric Thiébaut             | PS                                          |
| Honnelles               | 5 159      | Matthieu Lemiez           | 552                | PHA                                     | Oui                 | Homme | Bernard Paget             | PS                                          |
| Jurbise                 | 10 538     | Jacqueline Galant         | 2 972              | LB                                      | Non                 | Femme | Jacqueline Galant         | LB MR                                       |
| La Louvière             | 80 926     | Jacques Gobert            | 6 499              | PS                                      | Non                 | Homme | Jacques Gobert            | PS                                          |
| Le Rœulx                | 8 749      | Benoît Friart             | 1 825              | IC                                      | Non                 | Homme | Benoît Friart             | IC MR                                       |
| Lens                    | 4 759      | Isabelle Galant           | 1 002              | MDC                                     | Non                 | Femme | Isabelle Galant           | MR                                          |
| Les Bons Villers        | 9 474      | Mathieu Perin             | 1 423              | Citoyens                                | Non                 | Homme | Mathieu Perin             | Citoyens bonvillersois-                     |
| Lessines                | 18 735     | Pascal De Handschutter    | 956                | PS                                      | Non                 | Homme | Pascal De Handschutter    | PS                                          |
| Leuze-en-Hainaut        | 13 931     | Lucien Rawart             | 896                | MR                                      | Oui                 | Homme | Christian Brotcorne       | Idées cdH                                   |
| Lobbes                  | 5 825      | Steven Royez              | 534                | CDH                                     | Oui                 | Homme | Marcel Basile             | cdH                                         |
| Manage                  | 23 419     | Pascal Hoyaux             | 3 572              | PS                                      | Non                 | Homme | Pascal Hoyaux             | PS                                          |
| Merbes-le-Château       | 4 213      | Philippe Lejeune          | 864                | PS                                      | Non                 | Homme | Philippe Lejeune          | PS                                          |
| Momignies               | 5 305      | Albert Depret             | 1 599              | MR-PS                                   | Non                 | Homme | Albert Depret             | MR-PS                                       |
| Mons                    | 95 568     | Nicolas Martin            | 10 681             | ps                                      | Oui                 | Homme | Elio Di Rupo              | PS                                          |
| Mont-de-l'Enclus        | 3 790      | Jean-Pierre Bourdeaud'huy | 1 029              | MR                                      | Non                 | Homme | Jean-Pierre Bourdeaud'huy | MR                                          |
| Montigny-le-Tilleul     | 10 124     | Marie-Hélène Knoops       | 605                | MR                                      | Non                 | Femme | Marie-Hélène Knoops       | MR                                          |
| Morlanwelz              | 19 127     | Christian Moureau         | 2 189              | PS                                      | Non                 | Homme | Christian Moureau         | PS                                          |
| Mouscron                | 58 710     | Brigitte Aubert           | 7 035              | cdH                                     | Oui                 | Femme | Alfred Gadenne            | cdH                                         |
| Pecq                    | 5 767      | Aurélien Brabant          | 567                | Community                               | Oui                 | Homme | Marc D'haene              | Groupe d'Ouverture (GO) cdH                 |
| Péruwelz                | 17 110     | Vincent Palermo           | 3 033              | MR                                      | Oui                 | Homme | Daniel Westrade           | PS                                          |
| Pont-à-Celles           | 17 231     | Pascal Tavier             | 748                | PS                                      | Oui                 | Homme | Christian Dupont          | PS                                          |
| Quaregnon               | 18 875     | Jean-Pierre Lepine        | 2 573              | OCP                                     | Non                 | Homme | Jean-Pierre Lepine        | PS                                          |
| Quévy                   | 8 087      | Florence Lecompte         | 1 353              | PS                                      | Non                 | Femme | Florence Lecompte         | PS                                          |
| Quiévrain               | 6 730      | Véronique Damée           | 1 046              | Changer                                 | Non                 | Femme | Véronique Damée           | Changer MR                                  |
| Rumes                   | 5 223      | Michel Casterman          | 2 163              | IC                                      | Non                 | Homme | Michel Casterman          | IC cdH                                      |
| Saint-Ghislain          | 23 401     | Daniel Olivier            | 1 946              | PS                                      | Non                 | Homme | Daniel Olivier            | PS                                          |
| Seneffe                 | 11 456     | Bénédicte Poll            | 1 036              | MR-IC                                   | Non                 | Femme | Bénédicte Poll            | MR-IC                                       |
| Silly                   | 8 332      | Christian Leclercq        | 1 664              | LB                                      | Non                 | Femme | Christian Leclercq        | LB MR                                       |
| Sivry-Rance             | 4 791      | Jean-François Gatelier    | 1 593              | Mouvement d'Intérêts Locaux (MIL)       | Non                 | Homme | Jean-Francois Gatelier    | Mouvement d'Intérêts Locaux (MIL) cdH       |
| Soignies                | 28 016     | Fabienne Winckel          | 3 361              | PS                                      | Oui                 | Femme | Marc de Saint Moulin      | PS                                          |
| Thuin                   | 14 692     | Paul Furlan               | 2 881              | PS                                      | Non                 | Homme | Paul Furlan               | PS                                          |
| Tournai                 | 68 954     | Paul-Olivier Delannois    | 5 700              | PS                                      | Oui                 | Homme | Rudy Demotte              | PS                                          |

### Province de Liège
| Commune                 | Population | Bourgmestre actuel | Voix de préférence | Parti ou Liste                           | Nouveau Bourgmestre | Genre | Bourgmestre précédent             | Parti ou Liste Bourgmestre précédent          |
| Amay                    | 14 418     | Jean-Michel Javaux | 3 647              | Ecolo                                    | Non                 | Homme | Jean-Michel Javaux                | Ecolo                                         |
| Amel                    | 5 479      | Erik Wiesemes | 1 633              | GI Amel                                  | Oui                 | Homme | Klaus Schumacher                  | Gemeinde Interessen (GI)                      |
| Ans                     | 28 373     | Grégory Philippin | 1 113              | PS                                       | Non                 | Homme | Grégory Philippin                 | PS                                            |
| Anthisnes               | 4 202      | Marc Tarabella | 1 121              | PS-IC                                    | Non                 | Homme | Marc Tarabella                    | PS-IC                                         |
| Aubel                   | 4 253      | Freddy Lejeune | 905                | AUBEL DEMAIn                             | Oui                 | Homme | Jean-Claude Meurens               | Aubel Demain MR                               |
| Awans                   | 9 231      | Thibaud Smolders | 919                | PS                                       | Oui                 | Homme | André Vrancken                    | PS                                            |
| Aywaille                | 12 382     | Thierry Carpentier | 1 337              | Ensemble                                 | Oui                 | Homme | Philippe Dodrimont                | Ensemble MR                                   |
| Baelen                  | 4 486      | Maurice Fyon | 590                | Alliance Communale Baelen Membach (ACBM) | Non                 | Homme | Maurice Fyon                      | Alliance Communale Baelen Membach (ACBM) PS   |
| Bassenge                | 8 930      | Valérie Hiance | 1 875              | Bassenge demain                          | Oui                 | Femme | Josly Piette                      | cdH                                           |
| Berloz                  | 3 141      | Béatrice Moureau | 372                | IC                                       | Oui                 | Femme | Joseph Dedry                      | IC                                            |
| Beyne-Heusay            | 11 891     | Didier Henrottin | 1 320              | PS                                       | Oui                 | Homme | Serge Cappa                       | PS                                            |
| Blegny                  | 13 376     | Arnaud Garsou | 1 261              | PS                                       | Oui                 | Homme | Marc Bolland                      | PS                                            |
| Braives                 | 6 382      | Pol Guillaume | 1 225              | Entente Communale (EC)                   | Non                 | Homme | Pol Guillaume                     | Entente Communale (EC) MR                     |
| Bullange                | 5 457      | Friedhelm Wirtz | 1 955              | Liste Wirtz                              | Non                 | Homme | Friedhelm Wirtz                   | Liste Wirtz                                   |
| Burdinne                | 3 290      | Luc Gustin | 880                | IC                                       | Non                 | Homme | Luc Gustin                        | IC MR                                         |
| Burg-Reuland            | 3 973      | Marion Dhur | 595                | Gemeinde Interessen (GI)                 | Oui                 | Femme | Joseph Maraite                    | Gemeinde Interessen (GI) cdH                  |
| Butgenbach              | 5 626      | Daniel Franzen | 1 219              | FBL                                      | Oui                 | Homme | Emil Dannemark                    | Freie BürgerListe (FBL) (MR                   |
| Chaudfontaine           | 20 860     | Laurent Burton | 2 036              | UP                                       | Oui                 | Homme | Daniel Bacquelaine                | MR-IC                                         |
| Clavier                 | 4 645      | Philippe Dubois | 1 060              | IC                                       | Non                 | Homme | Philippe Dubois                   | IC MR                                         |
| Comblain-au-Pont        | 5 401      | Jean-Christophe Henon                                                                                                  | 784                | IC-PS-cdH                                | Non                 | Homme | Jean-Christophe Henon             | IC-PS-cdH                                     |
| Crisnée                 | 3 464      | Philippe Goffin | 874                | Liste Maïeur                             | Non                 | Homme | Philippe Goffin                   | Liste Maïeur MR                               |
| Dalhem                  | 7 520      | Arnaud Dewez | 794                | MR                                       | Non                 | Homme | Arnaud Dewez                      | MR                                            |
| Dison                   | 15 230     | Véronique Bonni | 1 606              | PS                                       | Oui                 | Femme | Yvan Ylieff                       | PS                                            |
| Donceel                 | 3 089      | Philippe Mordant | 820                | IC                                       | Oui                 | Homme | Jean-Luc Boxus                    | IC                                            |
| Engis                   | 6 211      | Serge Manzato | 1 203              | PS                                       | Non                 | Homme | Serge Manzato                     | PS                                            |
| Esneux                  | 13 023     | Laura Iker | 1 390              | MR                                       | Non                 | Femme | Laura Iker                        | MR                                            |
| Eupen                   | 19 726     | Claudia Niessen | 1 566              | Ecolo                                    | Oui                 | Femme | Karl-Heinz Klinkenberg            | (PFF-MR)                                      |
| Faimes                  | 3 953      | Etienne Cartuyvels | 722                | Équipe de Faimes (EDF)                   | Oui                 | Homme | Marie-Alice Corswarem-Vandereyken | Équipe de Faimes (EDF) MR                     |
| Ferrières               | 4 997      | Frédéric Léonard | 637                | Rassemblement pour Ferrières (RpF)       | Non                 | Homme | Frédéric Léonard                  | Rassemblement pour Ferrières (RpF) PS         |
| Fexhe-le-Haut-Clocher   | 3 205      | Henri Christophe | 1 092              | Liste Mayeur                             | Non                 | Homme | Henri Christophe                  | Liste Mayeur MR                               |
| Flémalle                | 26 304     | Isabelle Simonis | 3 166              | Parti socialiste                         | Non                 | Femme | Isabelle Simonis                  | Parti socialiste                              |
| Fléron                  | 16 366     | Roger Lespagnard | 1 477              | IC                                       | Non                 | Homme | Roger Lespagnard                  | IC cdH                                        |
| Geer                    | 3 480      | Dominique Servais | 557                | IC                                       | Oui                 | Homme | Michel Dombret                    | Intérêts communaux MR                         |
| Grâce-Hollogne          | 22 775     | Maurice Mottard | 1 942              | PS                                       | Non                 | Homme | Maurice Mottard                   | PS                                            |
| Hamoir                  | 3 854      | Patrick Lecerf | 996                | IC                                       | Non                 | Homme | Patrick Lecerf                    | IC MR                                         |
| Hannut                  | 16 636     | Emmanuel Douette | 1 922              | MR                                       | Oui                 | Homme | Hervé Jamar                       | MR                                            |
| Héron                   | 5 464      | Éric Hautphenne | 1 046              | LB                                       | Non                 | Homme | Éric Hautphenne                   | PS                                            |
| Herstal                 | 40 162     | Frédéric Daerden | 5 657              | PS                                       | Non                 | Homme | Frédéric Daerden                  | PS                                            |
| Herve                   | 17 628     | Marc Drouguet | 2 879              | HDM                                      | Oui                 | Homme | Pierre-Yves Jeholet               | Herve DeMain (HDM) MR                         |
| Huy                     | 21 255     | Christophe Collignon                                                                                                   | 1 162              | PS                                       | Oui                 | Homme | Alexis Housiaux                   | PS                                            |
| Jalhay                  | 8 737      | Michel Fransolet | 1 244              | MR-IC-Entente Jalhay Sart (EJS)          | Non                 | Homme | Michel Fransolet                  | MR-IC-Entente Jalhay Sart (EJS) (MR)          |
| Juprelle                | 9 441      | Christine Servaes | 1 714              | IC                                       | Non                 | Femme | Christine Servaes                 | IC cdH                                        |
| La Calamine             | 11 184     | Luc Frank | 1 044              | CSP                                      | Oui                 | Homme | Ludwig Goebbels                   | PFF-MR                                        |
| Liège                   | 196 623    | Willy Demeyer | 13 067             | PS                                       | Non                 | Homme | Willy Demeyer                     | PS                                            |
| Lierneux                | 3 565      | André Samray | 653                | Lx en Mieux                              | Oui                 | Homme | Louis Gaiotti                     | Ré-Agissons cdH                               |
| Limbourg                | 5 902      | Valérie Fautre-Dejardin                                                                                                | 790                | PS                                       | Non                 | Femme | Valérie Fautre-Dejardin           | PS                                            |
| Lincent                 | 3 281      | Yves Kinnard | 664                | MR-cdH-Ecolo                             | Non                 | Homme | Yves Kinnard                      | MR-cdH-Ecolo MR                               |
| Lontzen                 | 5 834      | Patrick Thévissen | 510                | Energie                                  | Oui                 | Homme | Alfred Lecerf                     | Union cdH                                     |
| Malmedy                 | 12 785     | Jean-Paul Bastin | 2 854              | Alternative                              | Non                 | Homme | Jean-Paul Bastin                  | Alternative cdH                               |
| Marchin                 | 5 434      | Eric Lomba (remplacé par Marianne Compère en octobre 2020, elle-même remplacée par Adrien Carlozzi le 11 janvier 2022) | 968                | PS-IC                                    | Non                 | Homme | Eric Lomba                        | PS                                            |
| Modave                  | 4 208      | Jeanne Defays-Damoiseau                                                                                                | 601                | OSE                                      | Non                 | Femme | Jeanne Defays-Damoiseau           | OSE cdH                                       |
| Nandrin                 | 5 758      | Michel Lemmens | 741                | Expressions Communes (Exp. Communes)     | Non                 | Homme | Michel Lemmens                    | Expressions Communes (Exp. Communes) PS       |
| Neupré                  | 9 965      | Virginie Defrang-Firket                                                                                                | 707                | MR                                       | Oui                 | Femme | Arthur Cortis                     | PS                                            |
| Olne                    | 4 038      | Cédric Halin | 813                | Pour Olne                                | Oui                 | Homme | Ghislain Senden                   | Rassemblement Autour du Bourgmestre (RAB) cdH |
| Oreye                   | 3 902      | Jean-Marc Daerden | 343                | Ensemble pour Oreye                      | Oui                 | Homme | Isabelle Albert                   | PS                                            |
| Ouffet                  | 2 796      | Caroline Cassart-Mailleux                                                                                              | 765                | Entente Communale (EC)                   | Non                 | Femme | Caroline Cassart-Mailleux         | Entente Communale (EC) MR                     |
| Oupeye                  | 25 446     | Serge Fillot | 2 432              | PS                                       | Oui                 | Homme | Mauro Lenzini                     | PS                                            |
| Pepinster               | 9 711      | Philippe Godin | 1 855              | Pepin                                    | Non                 | Homme | Philippe Godin                    | Pepin                                         |
| Plombières              | 10 510     | Marie Stassen | 1 107              | OCP                                      | Oui                 | Femme | Thierry Wimmer                    | Union pour le Renouveau à Plombières (URP)    |
| Raeren                  | 10 976     | Erwin Güsting | 701                | FPL                                      | Oui                 | Homme | Hans-Dieter Laschet               | Mit Uns MR                                    |
| Remicourt               | 5 974      | Thierry Missaire | 1 050              | R-Renouveau                              | Non                 | Homme | Thierry Missaire                  | E.C. MR                                       |
| Saint-Georges-sur-Meuse | 6 910      | Francis Dejon | 1 448              | Ensemble                                 | Non                 | Homme | Francis Dejon                     | Ensemble cdH                                  |
| Saint-Nicolas           | 24 295     | Valérie Maes | 2 663              | PS                                       | Oui                 | Femme | Jacques Heleven                   | PS                                            |
| Saint-Vith              | 9 770      | Herbert Grommes | 2 324              | NBA Grommes                              | Oui                 | Homme | Christian Krings                  | Krings-Freie BürgerListe (FBL) cdH            |
| Seraing                 | 64 021     | Francis Bekaert | 4 635              | PS                                       | Oui                 | Femme | Déborah Géradon                   | PS                                            |
| Soumagne                | 17 032     | Benjamin Houet | 1 066              | SOUM DEMAIN                              | Oui                 | Homme | Charles Janssens                  | PS                                            |
| Spa                     | 10 156     | Sophie Delettre | 1 334              | MR                                       | Oui                 | Femme | Joseph Houssa                     | MR                                            |
| Sprimont                | 14 912     | Luc Delvaux | 2 147              | MR                                       | Oui                 | Homme | Claude Ancion                     | Bourgmestre MR                                |
| Stavelot                | 7 142      | Thierry De Bournonville                                                                                                | 1 237              | MR-LB                                    | Non                 | Homme | Thierry De Bournonville           | MR-LB                                         |
| Stoumont                | 3 172      | Didier Gilkinet | 686                | Vivrensemble                             | Non                 | Homme | Didier Gilkinet                   | Vivrensemble PS                               |
| Theux                   | 12 007     | Didier Deru | 1 016              | IFR                                      | Oui                 | Homme | Philippe Boury                    | Intérêts Franchimontois Réunis (IFR) MR       |
| Thimister-Clermont      | 5 684      | Lambert Demonceau | 1 034              | EIC                                      | Oui                 | Homme | Didier D'oultremont               | Entente des Intérêts Communaux (EIC) cdH      |
| Tinlot                  | 2 739      | Christine Guyot | 650                | TP                                       | Oui                 | Femme | Cécile Louviaux-Thomas            | Tinlot Participation (TP) cdH                 |
| Trois-Ponts             | 2 560      | Francis Bairin | 629                | Défi                                     | Non                 | Homme | Francis Bairin                    | Défi MR                                       |
| Trooz                   | 8 263      | Fabien Beltran | 692                | PS                                       | Non                 | Homme | Fabien Beltran                    | PS                                            |
| Verlaine                | 4 287      | Hubert Jonet | 1 044              | IC                                       | Non                 | Homme | Hubert Jonet                      | IC MR                                         |
| Verviers                | 55 111     | Muriel Targnion | 1 386              | PS                                       | Oui                 | Femme | Marc Elsen                        | cdH                                           |
| Villers-le-Bouillet     | 6 599      | François Wautelet | 464                | VIDEM                                    | Oui                 | Homme | Aline Devillers                   | Ensemble                                      |
| Visé                    | 17 899     | Viviane Dessart | 1 577              | MR                                       | Oui                 | Femme | Marcel Neven                      | MR                                            |
| Waimes                  | 7 380      | Daniel Stoffels | 2 086              | Waimes Demain                            | Non                 | Homme | Daniel Stoffels                   | Waimes et Vous #                              |
| Wanze                   | 13 708     | Christophe Lacroix | 1 826              | PS                                       | Oui                 | Homme | Claude Parmentier                 | PS                                            |
| Waremme                 | 15 436     | Jacques Chabot | 3 029              | PS                                       | Non                 | Homme | Jacques Chabot                    | PS                                            |
| Wasseiges               | 2 960      | Thomas Courtois | 635                | Union Communale (UC)                     | Oui                 | Homme | Joseph Haquin                     | Union Communale (UC) MR                       |
| Welkenraedt             | 10 060     | Jean-Luc Nix | 1 301              | MR-IC                                    | Non                 | Homme | Jean-Luc Nix                      | MR-IC                                         |

### Province de Luxembourg
| Commune             | Population | Bourgmestre actuel    | Voix de préférence | Parti ou Liste                   | Nouveau Bourgmestre | Genre | Bourgmestre précédent   | Parti ou Liste Bourgmestre précédent     |
| Arlon               | 29 858     | Vincent Magnus        | 2 214              | cdH                              | Non                 | Homme | Vincent Magnus          | cdH                                      |
| Attert              | 5 641      | Josy Arens            | 1 235              | Ensemble                         | Non                 | Homme | Josy Arens              | Ensemble cdH                             |
| Aubange             | 17 075     | Jean-Paul Dondelinger | 1 392              | CDH.com                          | Oui                 | Homme | Véronique Biordi-Taddei | Avec Vous ! (PS)                         |
| Bastogne            | 16 271     | Benoît Lutgen         | 4 548              | cdH                              | Non                 | Homme | Benoît Lutgen           | cdH                                      |
| Bertogne            | 3 657      | Christian Glaude      | 515                | Gestion Citoyenne (GC)           | Non                 | Homme | Christian Glaude        | Gestion Citoyenne (GC) cdH               |
| Bertrix             | 8 849      | Mathieu Rossignol     | 1 669              | Action                           | Oui                 | Homme | Michel Hardy            | Action (MR)                              |
| Bouillon            | 5 424      | Patrick Adam          | 1 569              | Ensemble                         | Oui                 | Homme | André Defat             | CAP (MR)                                 |
| Chiny               | 5 228      | Sébastian Pirlot      | 1 733              | Député-Maire                     | Non                 | Homme | Sébastian Pirlot        | Député-Maire (PS)                        |
| Daverdisse          | 1 385      | Maxime Léonet         | 351                | Unir, Gérer, Servir (UGS)        | Non                 | Homme | Maxime Léonet           | Unir, Gérer, Servir (UGS)                |
| Durbuy              | 11 456     | Philippe Bontemps     | 2 690              | Bourgmestre                      | Non                 | Homme | Philippe Bontemps       | Bourgmestre cdH                          |
| Érezée              | 3 262      | Michel Jacquet        | 955                | IC                               | Non                 | Homme | Michel Jacquet          | IC (MR)                                  |
| Étalle              | 5 958      | Henri Thiry           | 555                | Mayeur                           | Oui                 | Homme | Guy Charlier            | Mayeur                                   |
| Fauvillers          | 2 316      | Nicolas Stilmant      | 521                | Ecolo                            | Non                 | Homme | Nicolas Stilmant        | Ecolo                                    |
| Florenville         | 5 585      | Jacques GIgot         | 506                | AC                               | Oui                 | Homme | Sylvie Théodore         | Agir pour Vous cdH                       |
| Gouvy               | 5 293      | Véronique Léonard     | 1 224              | Horizon neuf                     | Oui                 | Femme | Claudy Leruse           | Ensemble (PS)                            |
| Habay               | 8 478      | Serge Bodeux          | 1 386              | Pour Habay                       | Oui                 | Homme | Isabelle Poncelet       | Vouloir cdH                              |
| Herbeumont          | 1 646      | Catherine Mathelin    | 621                | Action                           | Non                 | Femme | Catherine Mathelin      | Action cdH                               |
| Hotton              | 5 629      | Jacques Chaplier      | 1 080              | Entente Communale (EC)           | Non                 | Homme | Jacques Chaplier        | Entente Communale (EC) cdH               |
| Houffalize          | 5 212      | Marc Caprasse         | 977                | GS                               | Non                 | Homme | Marc Caprasse           | GS cdH                                   |
| La Roche-en-Ardenne | 4 194      | Guy Gilloteaux        | 1 235              | Avec Vous                        | Non                 | Homme | Guy Gilloteaux          | Avec Vous (MR)                           |
| Léglise             | 5 559      | Francis Demasy        | 733                | Renouveau Ensemble (R. Ensemble) | Non                 | Homme | Francis Demasy          | Renouveau Ensemble (R. Ensemble) (cdH)   |
| Libin               | 5 247      | Anne Laffut           | 1 342              | Horizon 2018                     | Non                 | Femme | Anne Laffut             | Horizon 2018 (MR)                        |
| Libramont-Chevigny  | 11 316     | Laurence Crucifix     | 1 608              | Chevi2018                        | Oui                 | Femme | Pierre Arnould          | Chevigny (CHEVI) (MR)                    |
| Manhay              | 3 565      | Marc Generet          | 781                | Avec vous                        | Oui                 | Homme | Robert Wuidar           | MR                                       |
| Marche-en-Famenne   | 17 581     | André Bouchat         | 3 472              | cdH                              | Non                 | Homme | André Bouchat           | cdH                                      |
| Martelange          | 1 857      | Daniel Waty           | 376                | Union Communale (UC)             | Non                 | Homme | Daniel Waty             | Union Communale (UC) cdH                 |
| Meix-devant-Virton  | 2 805      | Pascal François       | 778                | Maïeur                           | Non                 | Homme | Pascal François         | Maïeur (PS)                              |
| Messancy            | 8 266      | Roger Kirsch          | 1 173              | Union Communale (UC)             | Non                 | Homme | Roger Kirsch            | Union Communale (UC) cdH                 |
| Musson              | 4 556      | Sylvie Guillaume      | 513                | Vivre ensemble                   | Oui                 | Femme | Michel Yans             | PS                                       |
| Nassogne            | 5 568      | Marc Quirynen         | 1 281              | IC                               | Non                 | Homme | Marc Quirynen           | IC cdH                                   |
| Neufchâteau         | 7 779      | Dimitri Fourny        | 1 671              | Agir Ensemble                    | Non                 | Homme | Dimitri Fourny          | Agir Ensemble cdH                        |
| Paliseul            | 5 393      | Freddy Arnould        | 575                | Autrement                        | Non                 | Homme | Freddy Arnould          | Autrement (MR)                           |
| Rendeux             | 2 629      | Cedric Lerusse        | 588                | GC                               | Oui                 | Homme | Lucienne Dethier        | Gestion Citoyenne (GC) cdH               |
| Rouvroy             | 2 108      | Carmen Ramlot         | 592                | Gestion Ouverture (GO)           | Non                 | Femme | Carmen Ramlot           | Gestion Ouverture (GO) cdH               |
| Saint-Hubert        | 5 504      | Jean-Luc Henneaux     | 1 132              | Cap 2012                         | Non                 | Homme | Jean-Luc Henneaux       | Cap 2012 cdH                             |
| Saint-Léger         | 3 661      | Alain Rongvaux        | 1 016              | Liste Mayeur                     | Non                 | Homme | Alain Rongvaux          | Liste Mayeur (PS)                        |
| Sainte-Ode          | 2 599      | Pierre Pirard         | 772                | Commune passion                  | Oui                 | Homme | Joël Tanghe             | Ensemble (PS)                            |
| Tellin              | 2 447      | Yves Degeye           | 554                | ERC                              | Oui                 | Homme | Jean-Pierre Magnette    | Ensemble, Développons l'Avenir (EDA) cdH |
| Tenneville          | 2 849      | Nicolas Charlier      | 592                | IC Tenneville                    | Oui                 | Homme | Marc Gauthier           | IC cdH                                   |
| Tintigny            | 4 305      | Benoît Piedboeuf      | 1 012              | À Venir                          | Non                 | Homme | Benoît Piedboeuf        | À Venir (MR)                             |
| Vaux-sur-Sûre       | 5 736      | Yves Besseling        | 1 801              | Bourgmestre                      | Non                 | Homme | Yves Besseling          | Bourgmestre (MR)                         |
| Vielsalm            | 7 892      | Élie Deblire          | 1 545              | Bourgmestre                      | Non                 | Homme | Élie Deblire            | Bourgmestre cdH                          |
| Virton              | 11 009     | François Culot        | 1 337              | IC                               | Non                 | Homme | François Culot          | IC                                       |
| Wellin              | 3 113      | Benoît Closson        | 573                | Wellin demain                    | Oui                 | Homme | Anne Bughin-Weinquin    | cdH                                      |

### Province de Namur
| Commune            | Population | Bourgmestre actuel                                     | Voix de préférence | Parti ou Liste                           | Nouveau Bourgmestre | Genre | Bourgmestre précédent                                            | Parti ou Liste Bourgmestre précédent           |
| Andenne            | 27 391     | Claude Eerdekens                                       | 3 730              | PS                                       | Non                 | Homme | Claude Eerdekens                                                 | PS                                             |
| Anhée              | 7 098      | Luc Piette                                             | 1 993              | IC                                       | Non                 | Homme | Luc Piette                                                       | IC (cdH)                                       |
| Assesse            | 7 032      | Dany Weverbergh remplacé par Jean-Luc Mosseray en 2020 | 651                | ACOR                                     | Non                 | Homme | Pierre Tasiaux remplacé par Dany Weverbergh en décembre 2017 [2] | ACOR (cdH)                                     |
| Beauraing          | 9 093      | Marc Lejeune                                           | 2 179              | Énergies                                 | Non                 | Homme | Marc Lejeune                                                     | Énergies (cdH)                                 |
| Bièvre             | 3 368      | David Clarinval                                        | 1 508              | Ensemble Pour Vous (EPV)                 | Non                 | Homme | David Clarinval                                                  | Ensemble Pour Vous (EPV) (MR)                  |
| Cerfontaine        | 4 983      | Christophe Bombled                                     | 1 578              | MR-IC                                    | Non                 | Homme | Christophe Bombled                                               | MR-IC                                          |
| Ciney              | 16 698     | Frédéric Deville                                       | 4 608              | ICI                                      | Oui                 | Homme | Jean-Marie Cheffert                                              | Union (MR)                                     |
| Couvin             | 13 747     | Maurice Jennequin                                      | 880                | CVN                                      | Oui                 | Homme | Raymond Douniaux                                                 | PS                                             |
| Dinant             | 13 382     | Axel Tixhon                                            | 1 937              | CDH                                      | Oui                 | Homme | Richard Fournaux                                                 | LdB (MR)                                       |
| Doische            | 2 968      | Pascal Jacquiez                                        | 390                | MR                                       | Non                 | Homme | Pascal Jacquiez                                                  | MR                                             |
| Éghezée            | 16 440     | Dominique Van Roy                                      | 1 392              | Ensemble Pour Vous (EPV)                 | Non                 | Homme | Dominique Van Roy                                                | Ensemble Pour Vous (EPV) (MR)                  |
| Fernelmont         | 8 066      | Christelle Plomteux                                    | 818                | (LdB)                                    | Oui                 | Femme | Jean-Claude Nihoul                                               | (LdB) (cdH)                                    |
| Floreffe           | 8 145      | Albert Mabille                                         | 402                | Ecolo                                    | Oui                 | Homme | André Bodson                                                     | Rassemblement Pour Floreffe (RPF) (cdH)        |
| Florennes          | 11 261     | Stéphane Lasseaux                                      | 2 041              | Contact 21                               | Oui                 | Homme | Pierre Helson                                                    | Union des 11 Communes (U.11.C) (MR)            |
| Fosses-la-Ville    | 10 467     | Gaëtan De Bilderling                                   | 1 392              | Union démocratique (UD)                  | Non                 | Homme | Gaëtan De Bilderling                                             | Union démocratique (UD)                        |
| Gedinne            | 4 651      | Vincent Massinon                                       | 1 038              | Gedinne2012                              | Non                 | Homme | Vincent Massinon                                                 | Gedinne2012 (MR)                               |
| Gembloux           | 26 014     | Benoît Dispa                                           | 3 134              | Bailli                                   | Non                 | Homme | Benoît Dispa                                                     | Bailli (cdH)                                   |
| Gesves             | 7 207      | Martin Van Audenrode                                   | 1 025              | RPG                                      | Oui                 | Homme | José Paulet                                                      | Gesves Encore Mieux (GEM) (MR)                 |
| Hamois             | 7 375      | Valérie Warzée-Caverenne                               | 1 280              | Ensemble 2018                            | Oui                 | Femme | Luc Jadot                                                        | Ensemble 2012 (cdH)                            |
| Hastière           | 6 025      | Claude Bultot                                          | 1 463              | Union                                    | Non                 | Homme | Claude Bultot                                                    | Union (PS)                                     |
| Havelange          | 5 240      | Nathalie Demoulin-Demanet                              | 537                | A.E                                      | Non                 | Femme | Nathalie Demoulin-Demanet                                        | A.E (MR)                                       |
| Houyet             | 5 003      | Hélène Lebrun                                          | 719                | UV                                       | Oui                 | Femme | Yvan Petit                                                       | Action Communale (AC) (PS)                     |
| Jemeppe-sur-Sambre | 19 123     | Stéphanie Thoron                                       | 3 655              | JEM                                      | Non                 | Femme | Stéphanie Thoron                                                 | MR                                             |
| La Bruyère         | 9 242      | Yves Depas                                             | 965                | PS                                       | Oui                 | Homme | Robert Cappe                                                     | MR                                             |
| Mettet             | 13 157     | Yves Delforge                                          | 1 059              | Intérêts Communaux Action Progrès (ICAP) | Non                 | Homme | Yves Delforge                                                    | Intérêts Communaux Action Progrès (ICAP) (cdH) |
| Namur              | 111 127    | Maxime Prévot                                          | 13 549             | cdH                                      | Non                 | Homme | Maxime Prévot                                                    | cdH                                            |
| Ohey               | 5 136      | Christophe Gilon                                       | 810                | Ensemble Changeons Ohey (EChO)           | Non                 | Homme | Christophe Gilon                                                 | Ensemble Changeons Ohey (EChO) (cdH)           |
| Onhaye             | 3 231      | Christophe Bastin                                      | 1 038              | Intérêts communaux Onhaye (ICO)          | Non                 | Homme | Christophe Bastin                                                | Intérêts communaux Onhaye (ICO) (cdH)          |
| Philippeville      | 9 185      | Jérémy De Martin                                       | 687                | Agir Ensemble                            | Oui                 | Homme | Jean-Marie Delpire                                               | MR                                             |
| Profondeville      | 12 187     | Luc Delire                                             | 852                | IC                                       | Non                 | Homme | Luc Delire                                                       | IC (MR)                                        |
| Rochefort          | 12 564     | Pierre-Yves Dermagne                                   | 22 019             | CAP 2030 - IC                            | Oui                 | Homme | François Bellot                                                  | MR-IC                                          |
| Sambreville        | 28 288     | Jean-Charles Luperto                                   | 4 137              | PS                                       | Non                 | Homme | Jean-Charles Luperto                                             | PS                                             |
| Sombreffe          | 8 493      | Etienne Bertrand                                       | 1 300              | IC-MR                                    | Oui                 | Homme | Philippe Lecomte                                                 | (MR)                                           |
| Somme-Leuze        | 5 794      | Valérie Lecomte                                        | 934                | Union Communale (UC)                     | Non                 | Femme | Valérie Lecomte                                                  | Union Communale (UC) (MR)                      |
| Viroinval          | 5 639      | Jean-Marc Delizée                                      | 909                | Pour                                     | Oui                 | Homme | Bruno Buchet                                                     | Pour (PS)                                      |
| Vresse-sur-Semois  | 2 577      | Arnaud Allard                                          | 633                | ECD                                      | Oui                 | Homme | Albert Leduc                                                     | Liste Du Mayeur (LDM) (cdH)                    |
| Walcourt           | 18 402     | Christine Poulin                                       | 2 303              | PS                                       | Non                 | Femme | Christine Poulin                                                 | PS                                             |
| Yvoir              | 9 116      | Patrick Evrard                                         | 1 440              | La Relève                                | Oui                 | Homme | Etienne Defresne                                                 | LB 2012 (MR)                                   |

## Statistiques

### Partis[3]
Les élus se présentent sur des listes portant le nom d'un parti national, en coalition, sur des listes communales ou sans étiquette. Dans les trois premiers cas, les partis politiques nationaux revendiquent des bourgmestres :
- MR : 93
- PS : 85
- cdH : 65
- Ecolo : 10
- DéFI : 3

102 nouveau bourgmestres ont été élus le 14 octobre 2018, soit un gros tiers.

### Parité
Ces élections étaient les premières à imposer le principe de la "tirette" sur les listes électorales. Elles doivent respecter la parité femmes-homme et y apparaître alternativement. 
Les têtes de liste masculine sont largement majoritaires sur les listes communales en 2019.
Le lendemain du scrutin, on pouvait dire que le bourgmestre moyen est un homme de 53 ans, qui est en poste depuis près de 11 ans.

### Place des Femmes
Le nombre d'élues est passé de 34,9% à 38,6%.
Sur les 262 communes wallonnes, seules 46 sont dirigées par une femme, soit 18 %. Elles sont 47 en comptant la Région de Bruxelles-Capitale (à Molenbeek-Saint-Jean). Elles étaient 42 auparavant pour les deux régions. 
En Wallonie et à Bruxelles, les électrices et électeurs ont voté davantage pour des femmes que pour des hommes dans 29 communes sur 281.